# Goliathus goliatus
Espèce
Goliathus goliatus est une espèce de coléoptères de la famille des Scarabaeidae, de la sous-famille des Cetoniinae, de la tribu des Goliathini et du genre Goliathus. C'est l'un des plus grands insectes du monde.

## Description
Goliathus goliatus est une des plus grandes espèces du genre Goliathus, ainsi que de tout l'ordre des coléoptères, avec une longueur de corps d'environ 50 à 110 mm chez les mâles et environ 50-80 millimètres chez les femelles. C'est également l'insecte le plus lourd du monde, le mâle pouvant peser jusqu'à 100 g.  
La tête du mâle présente un clypéus en forme de Y ressemblant à une paire de cornes tandis que le clypéus de la femelle est plus épais et de forme arrondie. Le mâle a également des pattes antérieures proportionnellement plus longues que celles de la femelle. Chez les deux sexes le pronotum est principalement noir ou brun avec des rayures longitudinales blanchâtres, tandis que les élytres sont généralement sombres. Ce schéma habituel peut varier considérablement dans certaines sous-espèces et formes. Les deux formes extrêmes sont la forme goliatus, avec des élytres entièrement brun foncé, à l'exception d'une mince bande de couleur blanche près du pronotum, et la forme quadrimaculatus, dont les élytres sont blanches avec quatre taches noires à chaque coin. Les autres formes, apicalis, conspersus, undulus et albatus présentent des motifs intermédiaires entre goliatus et quadrimaculatus. Goliathus goliatus possède une seconde paire d'ailes repliées sous ses élytres, de couleur brun foncé. Celles-ci lui permettent de voler en dépit de son poids.

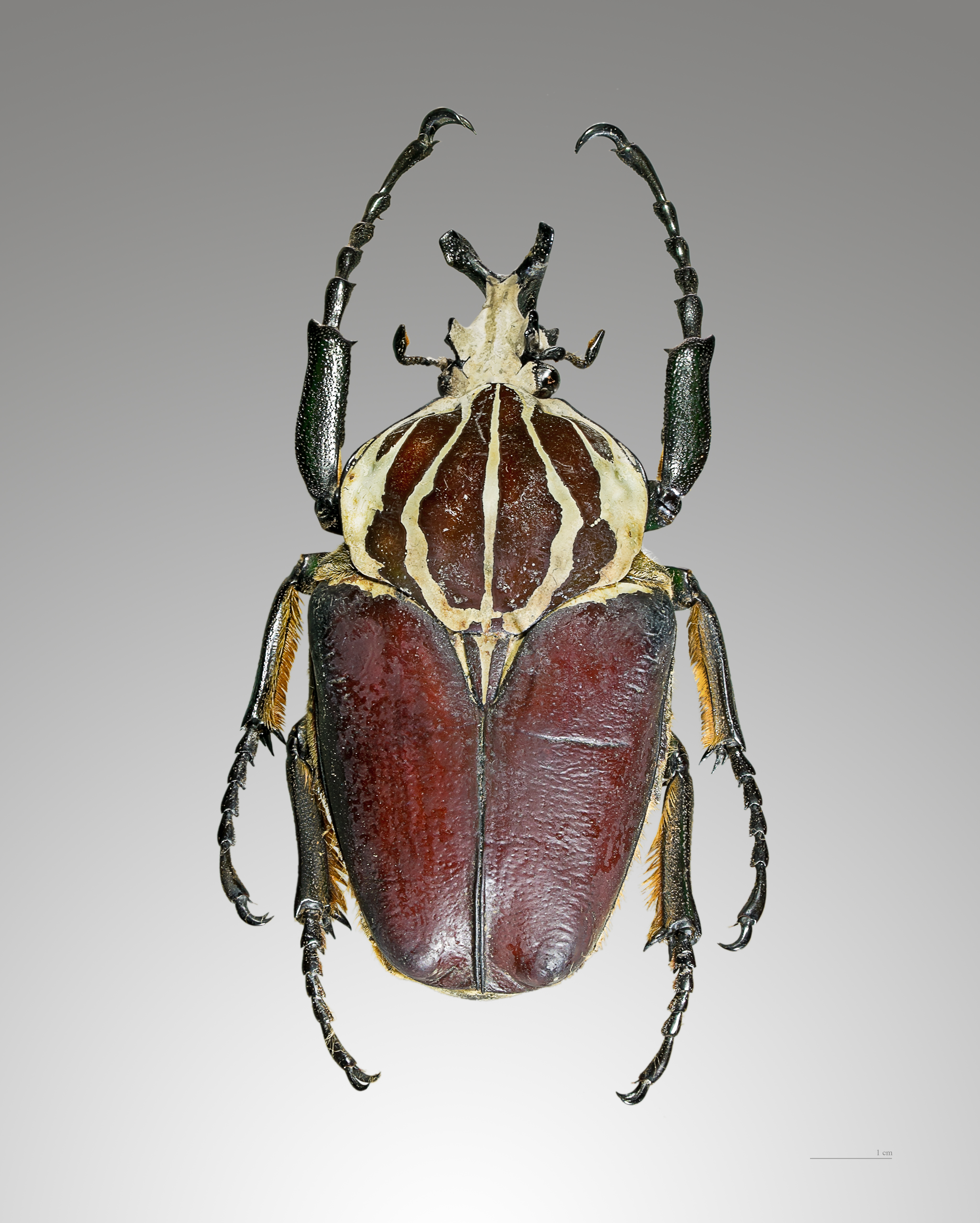
Goliathus goliatus ♂ face dorsale
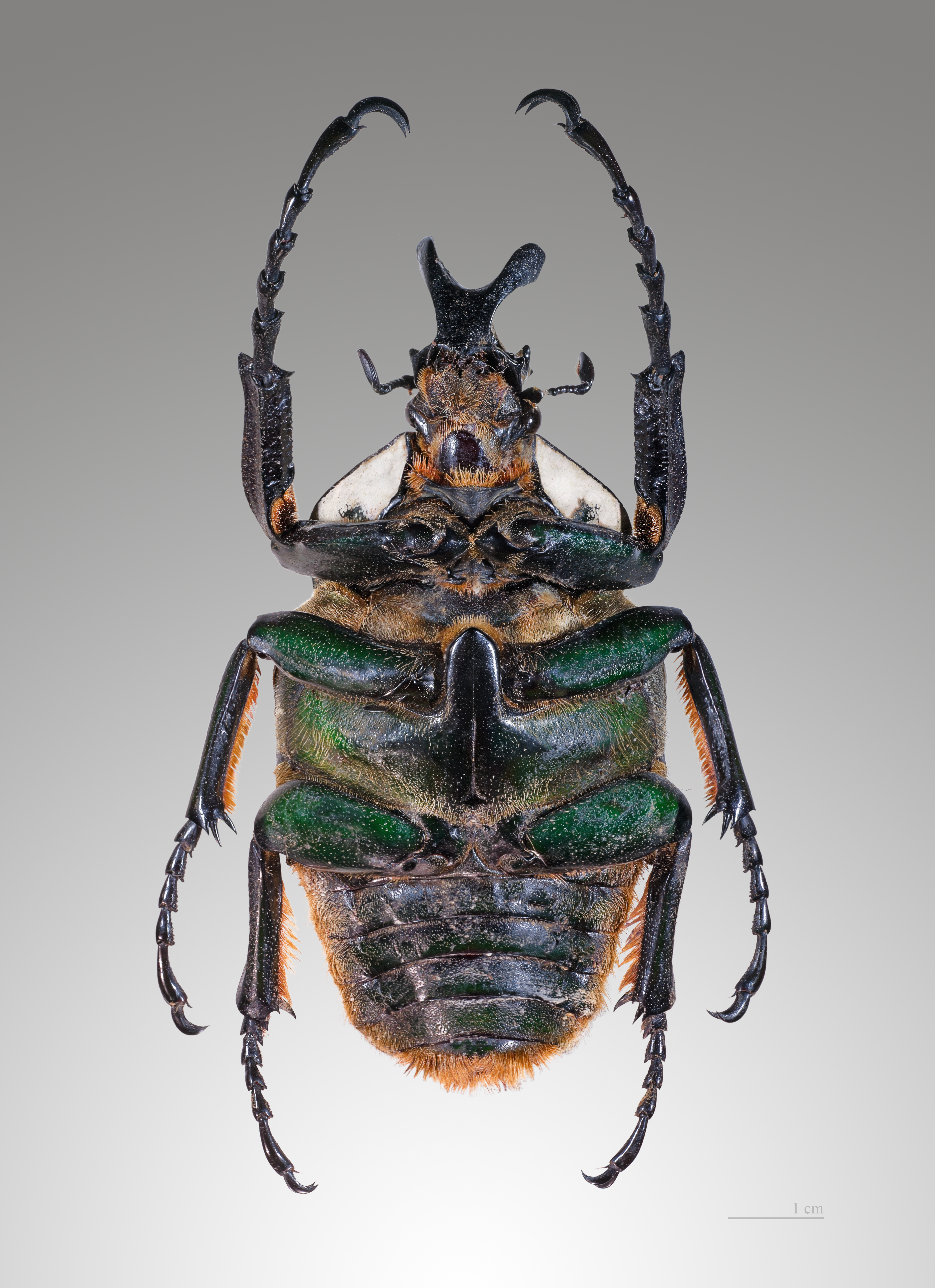
Goliathus goliatus ♂ face ventrale
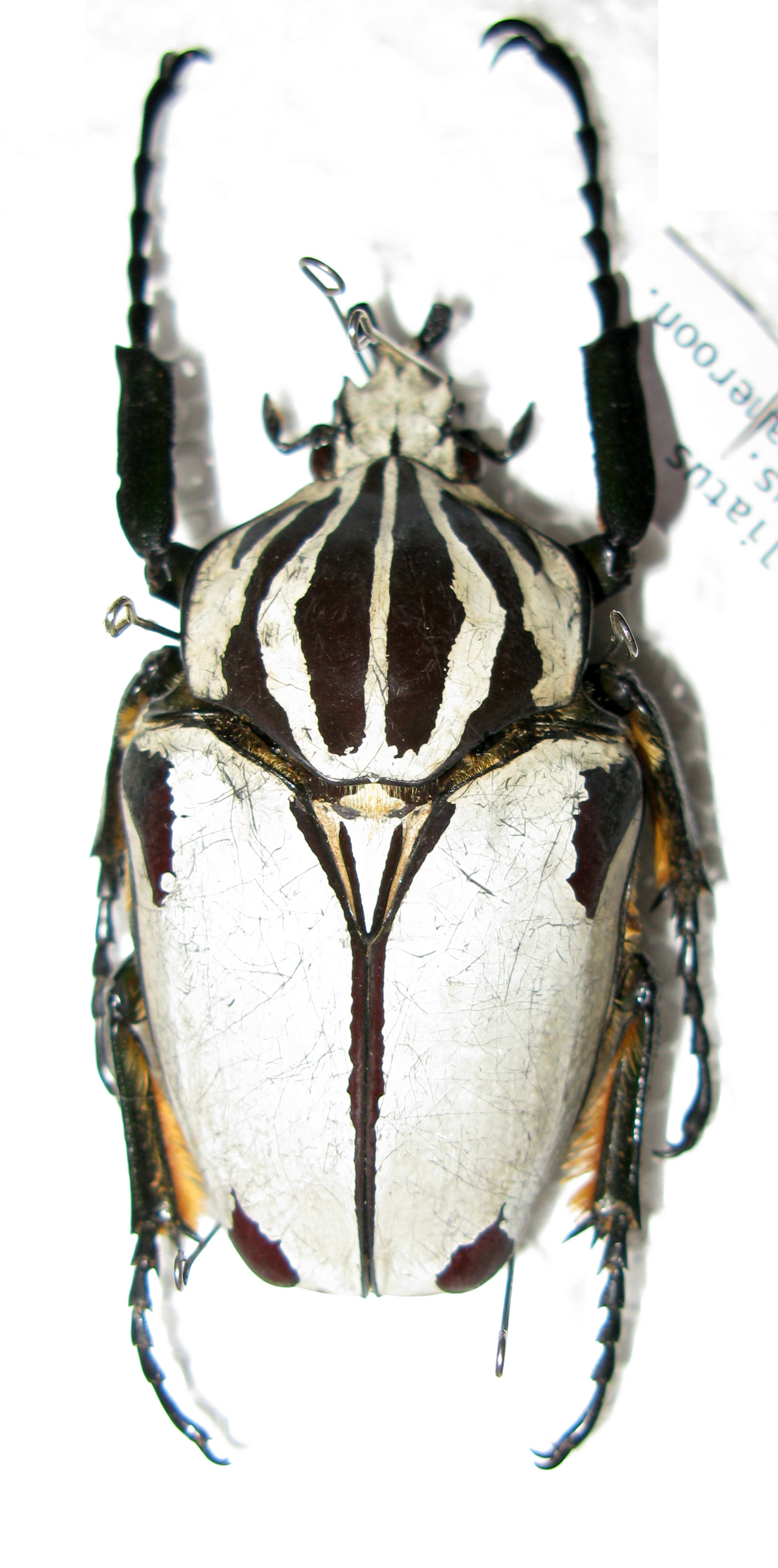
Goliathus goliatus f. quadrimaculatus
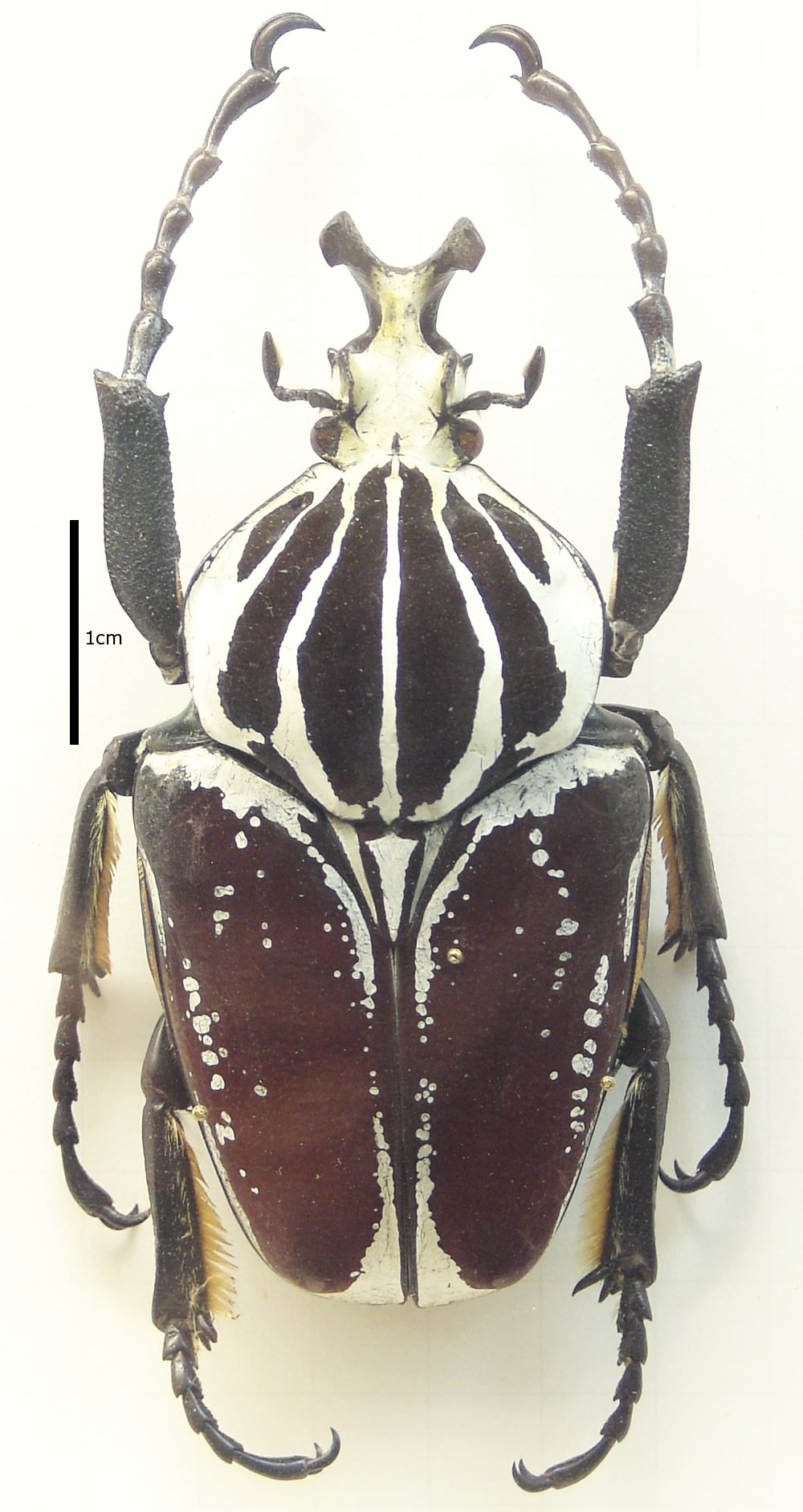
Goliathus goliatus conspersus

## Écologie et comportement

### Alimentation
Les adultes se nourrissent de fruits et de la sève des arbres.

### Reproduction
Les adultes se rassemblent au crépuscule sur certains arbres.  Les mâles sont territoriaux et s'affrontent entre eux au moyen de leurs cornes afin de pouvoir s'accoupler avec les femelles.

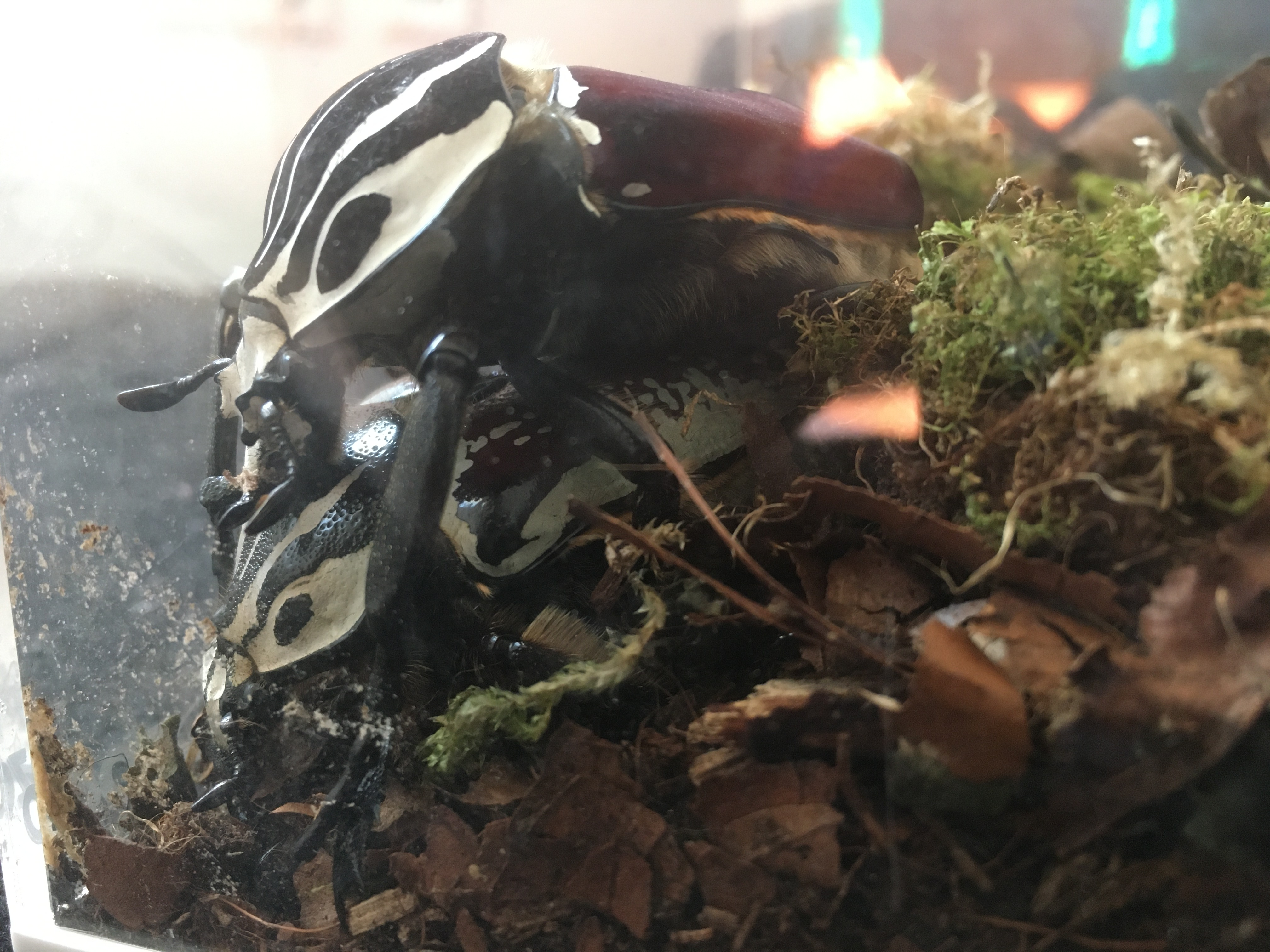
Accouplement

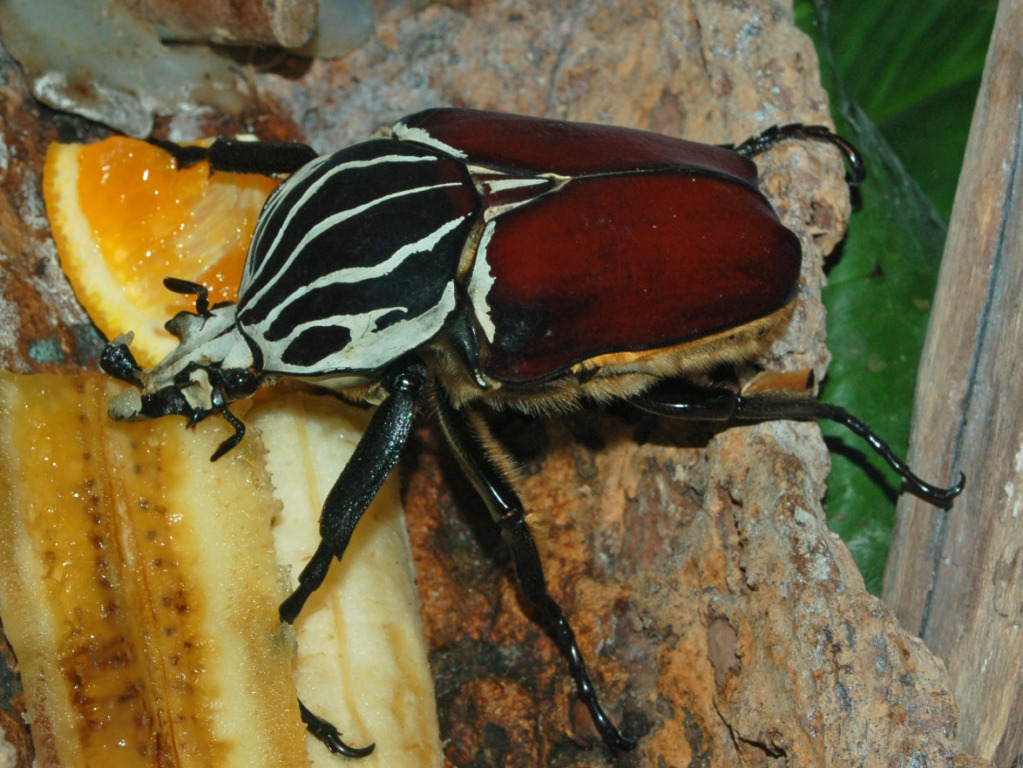
Goliathus goliatus mâle en train de se nourrir de fruits
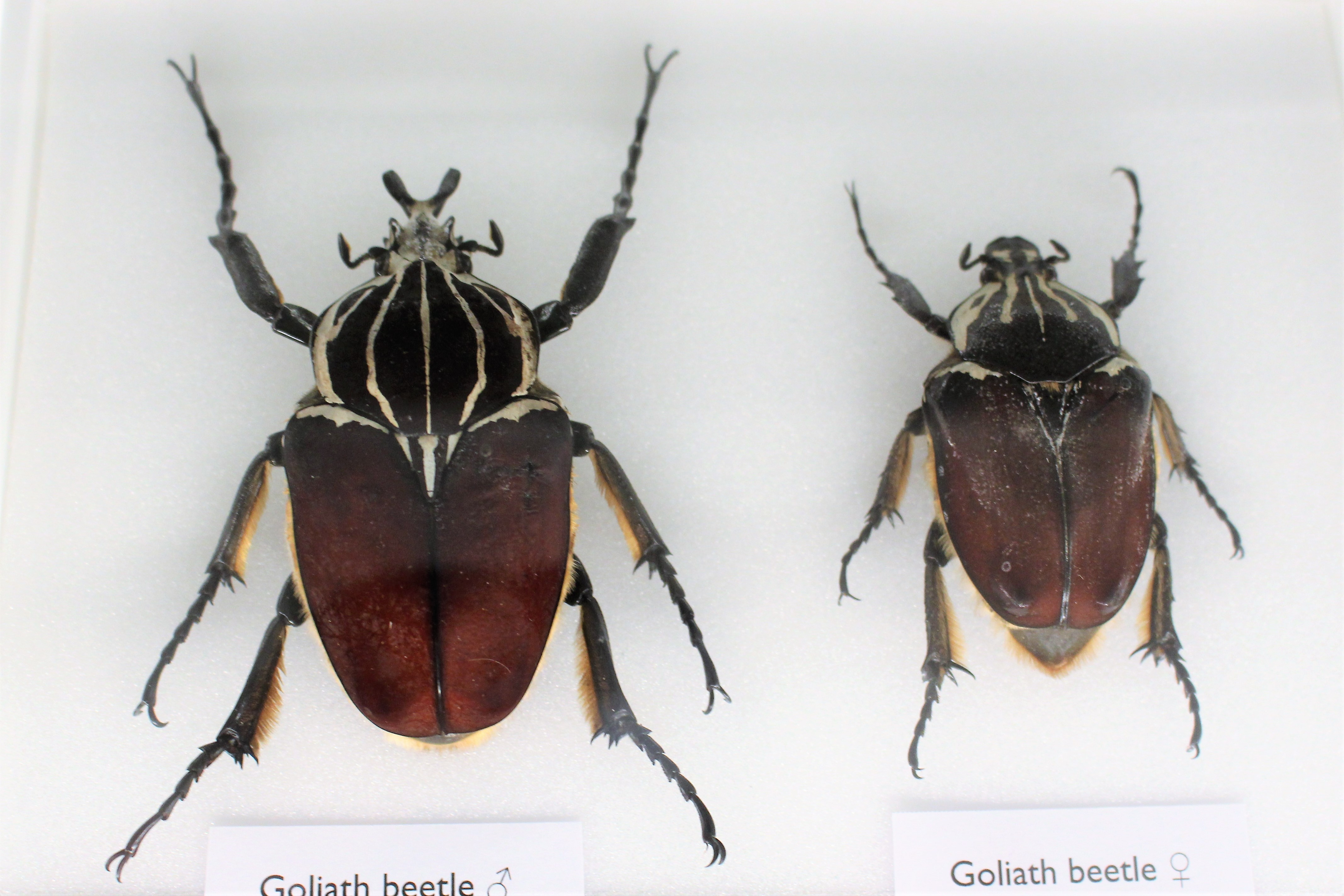
Goliathus goliatus mâle et femelle

### Cycle de vie
Les femelles pondent leurs œufs dans le sol. Les larves se développent dans la terre et consomment une nourriture riche en protéines. Elles atteignent leur stade final à la fin de la saison des pluies et peuvent mesurer jusqu'à 13 cm de long et peser plus de 100g. Plus la larve est grosse, plus l'adulte sera de grande taille. Pour la nymphose la larve s'enterre profondément dans le sol et s'enferme dans une cellule de forme ovale aux parois minces mais solides. La larve cesse ensuite de bouger et entre en prénymphose. Au bout de quelques semaines la peau se fend et la larve se change en nymphe. Après environ quatre mois l'adulte émerge de la nymphe et laisse durcir son exosquelette pendant quelques jours avant d'entrer dans une période de quiescence jusqu'au retour de la saison des pluies. La pluie réveille l'adulte et ramollit les parois de la cellule, permettant à l'insecte de la fendre et d'émerger à l'air libre.
Les adultes se consacrent exclusivement à la reproduction. Ils peuvent vivre jusqu'à un an en captivité mais probablement bien moins dans la nature.

## Répartition et habitat

### Répartition
Cette espèce est répandue de l'ouest à l'est de l'Afrique équatoriale (Cameroun, République centrafricaine, République démocratique du Congo, Gabon, Kenya, Nigeria, Tanzanie et Ouganda). Des spécimens ont été trouvés au Bénin, dans la forêt de Pobé.

### Habitat
Goliathus goliatus est principalement présent dans la canopée des forêts équatoriales et dans la savane sub-équatoriale.

## Taxinomie

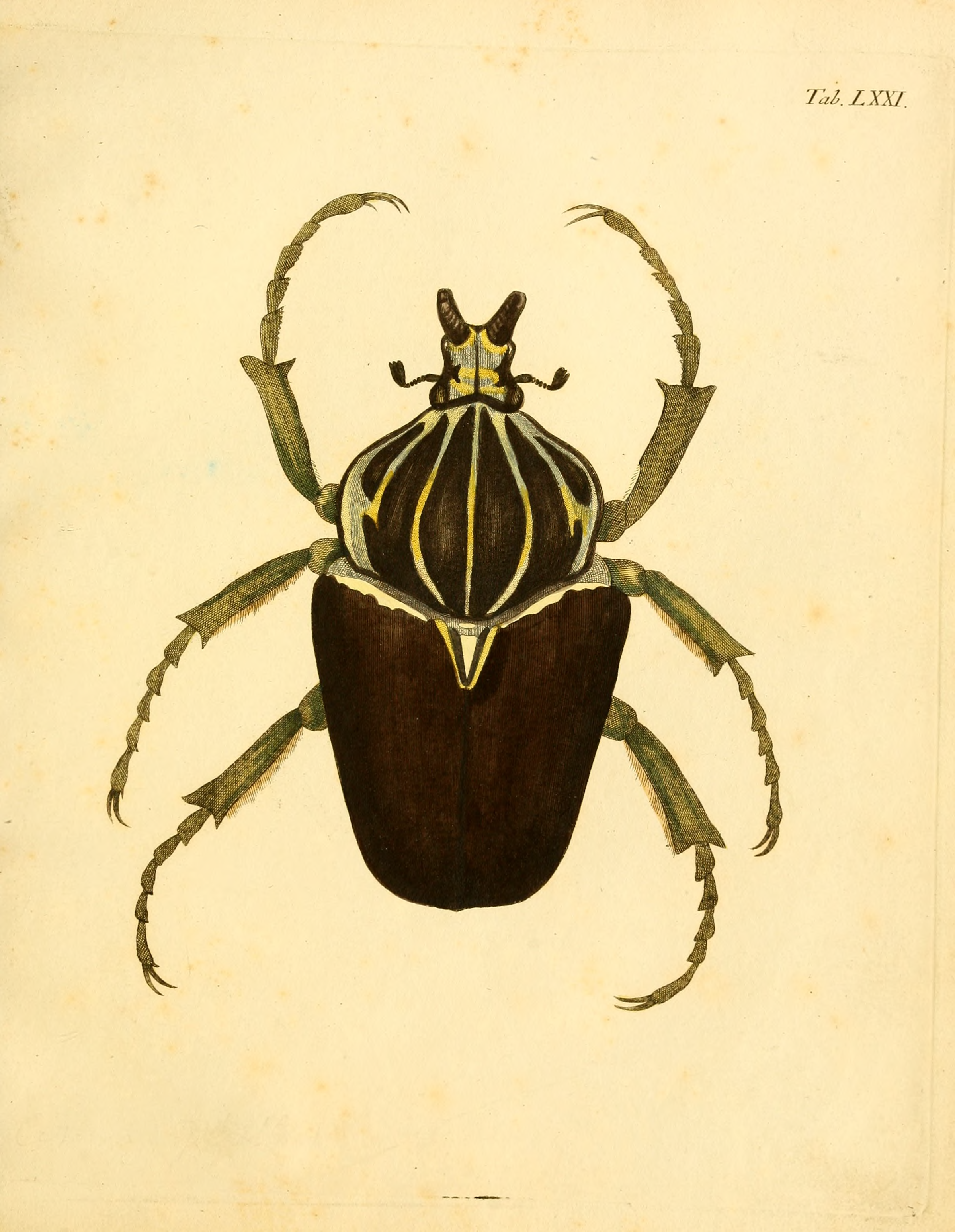
Représentation du Goliath de William Hunter par G. A. Olivier en 1789.

Le premier exemplaire connu de Goliathus goliatus en Europe, un mâle mesurant 9,5 cm de long, fut trouvé vivant, flottant dans l'estuaire du Gabon par le capitaine d'un navire marchand. Celui-ci l'amena en Europe en 1766, où il devint la propriété de David Ogilvie, chirurgien de marine, puis de William Hunter. Cet exemplaire se trouve toujours dans la collection de ce dernier, aujourd'hui conservée à l'université de Glasgow. L'espèce a été décrite par Carl von Linné en 1771 à partir de ce spécimen sous le nom de Scarabaeus Goliatus. À noter que l'entomologiste amateur britannique Dru Drury (1725-1804) l'avait figuré avant 1771 dans son Illustrations of Natural History, sous le nom de Goliathus druryi  mais sans citer William Hunter, ce qui occasionna une querelle avec ce dernier. Hunter avait en fait prêté son spécimen à Emmanuel Mendes Da Costa (1717-1791) qui en fit réaliser des gravures par Moses Harris afin d'illustrer le livre d'histoire naturelle qu'il comptait publier à ce moment-là. Da Costa fut cependant emprisonné pour détournement de fonds et dut vendre ses plaques de cuivre gravées, dont celle du Goliathus goliatus qui fut achetée par Drury. Ce n'est qu'en 1773 que Drury lui a donné le nom de Scarabaeus goliatus en reprenant l'orthographe de Linné, et cette orthographe est celle qui prévaut aujourd'hui .
L'espèce a été reclassée dans le genre Goliathus par Jean-Baptiste de Lamarck en 1801.

### Synonymie
- Scarabaeus Goliatus Linnaeus, 1771 - protonyme
- Scarabaeus goliatus Drury, 1773
- Goliathus africanus (Lamarck, 1801)
- Goliathus giganteus (Lamarck, 1817)
- Goliathus adspersus (Sjostedt, 1927)
- Goliathus albovariegatus (Sjostedt, 1927)
- Goliathus apicalis (Kraatz, 1895)
- Goliathus albatus(Kraatz, 1897)
- Goliathus confluens (Kraatz, 1897)
- Goliathus conjunctivittis (Kraatz, 1898)
- Goliathus curtivittis (Kraatz, 1898)
- Goliathus connectens (Csiki, 1904)
- Goliathus albipennis (Endrodi, 1960)

### Liste des sous-espèces
Goliathus orientalis est considéré par certains auteurs comme une sous-espèce de Goliathus goliatus sous le nom de Goliathus goliatus orientalis (Moser, 1909). Récemment, une étude a démontré que Goliathus orientalis (Moser, 1909) pouvait être considéré comme une espèce à part entière et que Goliathus meleagris (Sjöstedt, 1927) considéré comme une espèce à part entière ou comme un synonyme de Goliathus orientalis, était génétiquement plus proche de Goliathus goliatus. Goliathus meleagris doit donc être considéré comme une sous-espèce de Goliathus goliatus sous le nom Goliathus goliatus meleagris (Sjöstedt, 1927).

## Goliathus goliatuset l'Homme

### Collection
Dès son arrivée en Europe, Goliathus goliatus suscita l’intérêt des collectionneurs d'insectes. David Ogilvie et William Hunter furent les premiers possesseurs du premier Goliathus goliatus  arrivé en Europe en 1766. Drury s'efforça à son tour d'obtenir un exemplaire, malheureusement, personne ne savait où vivait l'espèce précisément. Un deuxième exemplaire fut trouvé par Henry Smeathman au Sierra Leone en 1775 lors d'une expédition financée entre autres par Drury. Il s'agissait toutefois d'une espèce proche, Goliathus regius, mais Drury à l'époque  pensa qu'il s'agissait d'une variation de couleur du Goliathus goliatus. Les goliaths, quelle que soit l'espèce, restèrent longtemps très difficiles à obtenir et d'autant plus recherchés. En 1813 on n'en trouvait que trois ou quatre dans les collections européennes, un demi-siècle après l'arrivée du premier spécimen. Le nombre de spécimens présents dans les collections entomologiques augmenta quand son habitat, principalement l'Afrique centrale, fut identifié.

### Élevage
Goliathus goliatus fait l'objet d'élevage par des amateurs de coléoptères. Son élevage reste cependant difficile, le taux d'échec est élevé et les adultes sont souvent plus petits que dans la nature. En captivité, les larves sont élevées sur un substrat organique, composé de bois pourri, de tourbe ou de terreau, et nourries avec de la nourriture pour chien, chat ou carpe koï. Après avoir atteint leur stade final les larves doivent être déplacées pour la nymphose dans un récipient contenant un substrat non organique. Si le substrat ne lui convient pas, la larve erre à la surface ou tente de s'échapper pendant plusieurs jours. La larve va alors perdre du poids et de l'énergie et la nymphose échouera, ou l'adulte sera de taille réduite.

### Philatélie
Le Goliathus goliatus a été représenté sur de nombreux timbres. Il a notamment figuré sur :
- Deux timbres de Rio Muni de 1965, d'une valeur de 1,50 pesetas et de 50 cts.
- Un timbre de la République du Burundi de 1970, d'une valeur de 15 F.
- Un timbre de Madagascar de 1993, d'une valeur de 2000 FMG.
- Un timbre de Curaçao de 2013, d'une valeur de 250 C.